# Марјан Орожен
Марјан Орожен (27. фебруар 1930 — Љубљана, 17. март 2015) био је друштвено-политички радник СФР Југославије и СР Словеније.

## Биографија
Рођен је 1930. године у Турју код Храстника. Његово школовање у Класичној гимназији у Цељу прекинула је окупација Југославије 1941. године. Априла 1942, окупатори су му стрељали оца, који је био члан Ослободилачког фронта Словеније.
После рата је радио као рудар у руднику Храстник, након чега је завршио Вишу политичку школу „Ђуро Ђаковић“ у Београду. Касније је дипломирао на Факултету друштвених наука у Љубљани. Као професионални друштвено-политички радник, вршио је бројне функције у Храстнику, Трбовљу, Љубљани и Београду:
- секретар и председник Комисије Централног комитета СКС
- секретар Општинског комитета СКС за Храстник
- секретар Месног комитета СКС Љубљана
- секретар Окружног комитета СКС за Ревирје
- послника и потпредседник Скупштине СР Словеније
- члан Извршног већа и републички секретар за унутрашње послове СР Словеније
- председник Републичког већа Савеза синдиката Словеније
- члан Председништва Савеза синдиката Југославије и његов једногодишњи председник
- члан Централног комитета СКЈ на Осмом конгресу СКЈ

Пензионисан је 1990. године. У пензији се бавио рекреативним активностима, попут лова. Залагао се за истину и вредности народноослободилачке борбе словеначког народа и Ослободилачког фронта Словеније.